# جاك بيرنت
جاك بيرنت هو مبارز بالسيف فرنسي، مثّل بلاده في الألعاب الأولمبية الصيفية 1948.

## روابط رياضية
جاك بيرنت على موقع أوليمبيديا (الإنجليزية)